# Randrup (Skibsted Sogn)
 For alternative betydninger, se Randrup (flertydig). (Se også artikler, som begynder med Randrup)
Randrup er en gammel landsbyhovedgård, som nævnes første gang i 1490. Gården ligger i Skibsted Sogn i det tidligere Hellum Herred i Ålborg Amt, fra 1970 i Skørping Kommune og fra 2007 i Rebild Kommune.
Hovedbygningen er opført i 1550-1570-1735, tilbygget i 1840 og ombygget i 1865-1869, brændt i 1976 og genopført i 1978 ved arkitekt John Sørensen.
Randrup Gods er på 251 hektar.

## Randrup trinbræt
Aalborg-Hadsund Jernbane (1900-1969) gik lige sydøst for gården. Her lå Randrup trinbræt, som havde sidespor og læsseanlæg for mergel. Regional cykelrute 21 (Hadsundruten) går nu på banetracéet.

## Ejere af Randrup
- (1490) Anders Jacobsen Bjørn
- (1490-1509) Jes Andersen Mus Bjørn
- (1509) Ingerd Andersdatter Bjørn gift (1) Munk (2) Seefeld
- (1509-1521) Niels Jensen Munk
- (1521) Ingerd Andersdatter Bjørn gift (1) Munk (2) Seefeld
- (1521-1538) Jens Tygesen Seefeld
- (1538-1557) Enevold Jensen Seefeld
- (1557-1568) Agathe Pogwisch gift Seefeld
- (1568-1599) Jacob Enevoldsen Seefeld
- (1599-1636) Enevold Jacobsen Seefeld
- (1636-1637) Jacob Enevoldsen Seefeld
- (1637-1641) Iver Krabbe
- (1641-1647) Dorthe Juul gift (1) Krabbe (2) Høg Banner
- (1647-1660) Erik Høg Banner
- (1660-1675) Iver Juul Høg Banner
- (1675-1686) Peder Pedersen Brønsdorff
- (1686-1695) Anders Pedersen Brønsdorff / Jacob Pedersen Brønsdorff / Severin Pedersen Brønsdorff / Dorthea Elisabeth Pedersdatter Brønsdorff gift Westerhof
- (1695-1751) Severin Pedersen Brønsdorff
- (1751-1778) Hans Georg von Deden
- (1778-1786) Elisabeth Benzon gift von Deden
- (1786-1787) Slægten von Deden
- (1787-1794) Christen Ryberg
- (1794-1806) Frantz Hvass
- (1806-1807) Cecilie Færch gift (1) Hvass (2) Thygesen
- (1807-1837) Thyge Thygesen
- (1837-1864) Marcus Pauli Hvass
- (1864-1889) Eline Margrethe Wandel gift Hvass
- (1889-1910) Franciscus Hvass
- (1910-1913) Alexis Hvass
- (1913-1919) Vildmoserne A/S
- (1919-1924) J. C. Welling / Christian Rendbeck
- (1924-1968) Waldemar Bierberg Hjorth
- (1968-1989) Niels Lemmergaard Hjorth (søn)
- (1989-) Jens Rostgaard Laursen Hjorth (søn)